# Liste der Monuments historiques in Kœstlach
Die Liste der Monuments historiques in Kœstlach führt die Monuments historiques in der französischen Gemeinde Kœstlach auf.

## Liste der Bauwerke
| Bezeichnung                  | Beschreibung                                                                           | Standort                  | Kennzeichnung | Schutzstatus | Datum | Bild |
| ---------------------------- | -------------------------------------------------------------------------------------- | ------------------------- | ------------- | ------------ | ----- | ---- |
| Ruinen eines römischen Bades | Badeanlage einer römischen Villa rustica, zwischen dem zweiten und vierten Jahrhundert | 35 rue des Romains (Lage) | PA00085499    | Classé       | 1907  |      |

## Liste der Objekte
| Bezeichnung                                 | Beschreibung | Standort                      | Kennzeichnung | Schutzstatus | Datum | Bild |
| ------------------------------------------- | --- | ----------------------------- | ------------- | ------------ | ----- | ---- |
| Orgel                                       | Haupteintrag für PM68000974 | in der Kirche St-Léger (Lage) | PM68000973    | Inscrit      | 1999  |      |
| Orgelprospekt                               | 1838 von Valentin Rinkenbach gebaut | in der Kirche St-Léger (Lage) | PM68000974    | Inscrit      | 1999  |      |
| Gemälde Verklärung des heiligen Leodegar    | Ölfarbe auf Leinwand, 18. Jahrhundert, Jean-Jacques Bulffer zugeschrieben                                                                                                 | in der Kirche St-Léger (Lage) | PM68001282    | Inscrit      | 1995  |      |
| Zwei Gemälde: Altes Gesetz und Neues Gesetz | Ölfarbe auf Leinwand, vergoldete Holzrahmen, Mitte des 18. Jahrhunderts, Mathias Jehl zugeschrieben                                                                       | in der Kirche St-Léger (Lage) | PM68000809    | Classé       | 2001  |      |
| Kanzel                                      | Holz, farbig gefasst und vergoldet, Mitte des 18. Jahrhunderts | in der Kirche St-Léger (Lage) | PM68001475    | Inscrit      | 1995  |      |
| Zwei Seitenaltäre                           | jeweils Altartisch, Retabel und Leinwand; Holz, farbig gefasst und vergoldet, sowie Ölfarbe auf Leinwand, Anfang des 18. Jahrhunderts; drei Gemälde 1753 von Mathias Jehl | in der Kirche St-Léger (Lage) | PM68001462    | Inscrit      | 1995  |      |
| Hauptaltar                                  | Altartisch, Tabernakel, Retabel und zwei Skulpturen; Holz, farbig gefasst und vergoldet, 19. Jahrhundert; Tabernakel zwischen 1665 und 1668, Skulpturen um 1712           | in der Kirche St-Léger (Lage) | PM68000206    | Classé       | 1973  |      |